# Cornu Luncii, Suceava
Cornu Luncii (germană Kornoluncze- doar partea bucovineană, cunoscută și cu denumirea de Stănilești, Stanilestie) este satul de reședință al comunei cu același nume din județul Suceava, Bucovina, România.
Stănilești (în germană Kornoluncze) este o fostă localitate din județul Suceava,  România. Astăzi ea este parte a satului Cornu Luncii. După 1774, anul anexării nord-vestului Moldovei  de către Imperiul Habsburgic, localitatea a fost timp de 144 de ani sat austriac de frontieră, aici funcționând un oficiu vamal ce se află astăzi între vechea localitate și restul satului Cornu Luncii. Cât timp s-a aflat sub administrație austriacă satul aparținea de localitatea Băișești. În 1918 acesta a fost primul sat unde a intrat armata română pentru eliberarea Bucovinei.

## Recensământul din 1930
Componența etnică a satului Stănilești
     Români (53,2%)
     Germani (37,5%)
     Evrei (1%)
     Ruși (0,8%)
     Polonezi (7,5%)
Componența confesională a satului Stănilești
     Ortodocși (49,7%)
     Romano-catolici (43,5%)
     Mozaici (1%)
     Evanghelici\Luterani (2,8%)
     Greco-catolici (3%)
Conform recensământului efectuat în 1930, populația satului Stănilești se ridica la 300 locuitori. Majoritatea locuitorilor erau români (53,2%), cu o minoritate de germani (37,5%), una de evrei (1,0%), una de ruși (0,8%) și una de polonezi (7,5%). Din punct de vedere confesional, majoritatea locuitorilor erau ortodocși (49,7%), dar existau și romano-catolici (43,5%), mozaici (1,0%), evanghelici\luterani (2,8%) și greco-catolici (3,0%).

## Legături externe
- pl Kornoluncze în Dicționarul geografic al Regatului Poloniei și al altor țări slave, volum IV (Kęs — Kutno) anul 1883